# Фёдово (Весьегонский район)
Фёдово — деревня в Весьегонском муниципальном округе Тверской области.

## География
Деревня находится в северо-восточной части Тверской области на расстоянии приблизительно 20 км на юг-юго-восток по прямой от районного центра города Весьегонск.

## История
Возрождена в 1630-16 50-е годы карелами-переселенцами на месте более раннего, но запустевшего к началу XVII века селения. В 1682 году именовалась деревней Ульянино, в 1710 году — Ульяново. Дворов (хозяйств) было 12 (1859 год), 15 (1889), 17 (1931), 17 (1963), 7 (1993), 7 (2008),. До 2019 года входила в состав Чамеровского сельского поселения до упразднения последнего.

## Население
Численность населения: 59 человек (1859 год), 66(1889), 77 (1931), 38 (1963), 12 (1993),, 14 (100 % русские) 2002 году, 12 в 2010.